# Wolfgang (lutador)
Barry Young (Glasgow, 3 de dezembro de 1986) é um lutador profissional escocês. Ele é mais conhecido por seu tempo na WWE, onde atuou na marca NXT como membro do grupo Gallus e foi uma vez campeão de duplas do NXT ao lado de seu companheiro de grupo Mark Coffey, além de ter sido também uma vez campeão de duplas na extinta marca NXT UK, ao lado de Mark Coffey.
Young também é conhecido por seu tempo na Insane Championship Wrestling (ICW), onde foi ex-campeão mundial de peso pesado da ICW e ex-campeão ICW Zero-G.

## Carreira na luta livre profissional

### Insane Championship Wrestling
Wolfgang estreou no primeiro show da Insane Championship Wrestling em 2006 e desafiou Drew Galloway pelo Campeonato de Peso Pesado da ICW no evento seguinte.
Wolfgang conquistou seu primeiro campeonato na ICW no ICW: Tramspotting em 2013, quando derrotou Andy Wild pelo Campeonato ICW Zero-G. Em 31 de outubro de 2017, Wolfgang derrotou Joe Coffey pelo Campeonato Mundial dos Pesos Pesados da ICW. Ele manteve o título por 189 dias antes de perdê-lo para Trent Seven.

### WWE (2016–2025)

#### NXT UK (2016–2022)
Em 15 de dezembro de 2016, foi revelado que Young seria um dos 16 lutadores competindo em um torneio de duas noites para coroar o primeiro campeão do Reino Unido da WWE, nos dias 14 e 15 de janeiro de 2017. Young derrotou Tyson T-Bone na primeira rodada, avançando para as quartas de final. Nas quartas de final, ele venceu Trent Seven, antes de perder para o parceiro de duplas de Seven, Tyler Bate, nas semifinais.
No episódio de 13 de setembro de 2017 do NXT, Wolfgang enfrentou Pete Dunne pelo Campeonato do Reino Unido da WWE em uma luta que acabou com sua derrota. Após a luta, Wolfgang foi brutalmente atacado pelo The Undisputed Era (Adam Cole, Bobby Fish e Kyle O'Reilly). O ataque terminou quando Trent Seven e Tyler Bate apareceram para ajudar Wolfgang. Em 18 de junho de 2018, foi anunciado que Young enfrentaria Adam Cole na segunda noite do Torneio pelo Campeonato do Reino Unido, lutando pelo Campeonato Norte-Americano do NXT. Ele acabou perdendo a luta.
Young virou heel edição de 31 de outubro do NXT UK, após uma derrota para Mark Andrews, unindo-se aos irmãos Mark e Joe Coffey contra Andrews, Flash Morgan Webster e Travis Banks. No episódio de 5 de dezembro de 2018 do NXT UK, o trio formado por Wolfgang e os irmãos Coffey foi oficialmente denominado Gallus (gíria escocesa para ousado ou confiante) durante um segmento em que desafiaram o British Strong Style, assim como o retorno de Travis Banks.

#### NXT (2022–2025)
No NXT Heatwave, Gallus fez sua estreia no NXT 2.0, atacando o Diamond Mine. Em 23 de agosto de 2022, Gallus fez sua estreia como equipe de duplas no NXT, enfrentando os campeões de duplas do NXT UK, Brooks Jensen e Josh Briggs, e venceu por contagem. No Worlds Collide, Gallus foi a segunda equipe eliminada da luta fatal 4-way de eliminação de duplas pelos Campeonato de Duplas do NXT e do NXT UK. Gallus teve uma rivalidade com Briggs e Jensen, com estes últimos vencendo uma luta de duplas sem desqualificação entre as equipes. Em setembro, Gallus foi suspenso por atacar oficiais.
No New Year's Evil, em 10 de janeiro de 2023, Gallus retornou de sua suspensão e venceu uma luta gauntlet para se tornar os desafiantes #1 pelo Campeonato de Duplas do NXT, que Wolfgang e Coffey conquistaram no Vengeance Day no mês seguinte. No episódio de 14 de março do NXT, Gallus defendeu seus títulos contra o Pretty Deadly. No NXT Stand & Deliver, Gallus derrotou os Creed Brothers e The Family para manter os títulos de duplas, com a ajuda de um retorno de Joe Coffey. Nos meses seguintes, Gallus defendeu os títulos contra os Creed Brothers e The Dyad, incluindo uma luta triple threat de duplas no episódio de 14 de abril do NXT e contra os Creed no NXT Battleground. No NXT Gold Rush, Gallus derrotou Malik Blade e Edris Enofe. No NXT: The Great American Bash, Gallus perdeu o Campeonato de Duplas do NXT para Tony D'Angelo e Channing "Stacks" Lorenzo, encerrando seu reinado em 176 dias.
Em abril de 2024, a ESPN reportou que Gallus ajudou a treinar The Rock para sua luta de duplas com o campeão indiscutível universal da WWE, Roman Reigns, contra Cody Rhodes e o campeão mundial dos pesos-pesados Seth "Freakin" Rollins na Noite 1 da WrestleMania XL. No episódio de 14 de maio de 2024 do NXT, enquanto o programa estava se encerrando, as câmeras foram para os bastidores, mostrando Wes Lee, Josh Briggs e Ivar sendo atacados. Os agressores foram então revelados como sendo Gallus, marcando sua primeira aparição televisionada no NXT desde o episódio de 13 de fevereiro de 2024. Em 2 de maio de 2025, todos os membros do Gallus foram dispensados da WWE.

## Iron Girders Pro Wrestling
Young é o proprietário, operador e treinador principal da Iron Girders Pro Wrestling Gym e da Iron Girders Pro Wrestling (IGPW), uma promoção de wrestling em Glasgow. Os treinadores incluem os ex-campeões mundiais de peso pesado da ICW, Stevie Boy e BT Gunn.
A IGPW começou a realizar eventos em 26 de março de 2022. Além de talentos em treinamento e treinadores, os eventos da IGPW contaram com a participação de Eric Young, Leyton Buzzard e Kenny Williams.
A IGPW também colaborou com outros eventos e promoções na Escócia. Em março e abril de 2022, eles sediaram duas mudanças de título do Campeonato Interpromocional Escocês. Em setembro de 2022, a IGPW participou do ACME Comic Con, organizando um torneio de duas noites para coroar o primeiro campeão do ACME Comic Con Interpromotional Championship, título que foi conquistado por Eddie Castle.
Em junho de 2023, a IGPW promoveu dois eventos em parceria com o Fife Pro Wrestling Asylum, que contaram com a defesa do Campeonato de Peso Pesado da União das Alianças de Wrestling da Europa (UEWA) de FPWA, com Andy Roberts enfrentando BT Gunn e Kez Evans da IGPW. Em 22 de julho de 2023, a IGPW apresentou um card de wrestling para o Festival Day do Alexandra Park.

## Outras mídias
Young fez sua primeira aparição em um videogame no WWE 2K24.

## Títulos e prêmios
- British Championship Wrestling
  - BCW Heavyweight Championship (1 vez)
  - BCW Openweight Championship (2 vezes)[40]
  - BCW Tag Team Championship (5 vezes) – with Darkside (3),[41] Red Lightning (1),[41] and James Scott (1)[41][40]
- Insane Championship Wrestling[42]
  - ICW World Heavyweight Championship (1 vez)[40]
  - ICW Zero-G Championship (1 vez)[40]
  - Prêmio Bammy de "Luta do Ano" da ICW – pela Legion (Mikey Whiplash, Tommy End & Michael Dante) vs New Age Kliq (BT Gunn, Chris Renfrew & Wolfgang) at Fear & Loathing VIII (2015)[40]
  - Square Go! (2016)[40]
  - PBW Heavyweight Championship (2 vezes)[40]
  - PBW Tag Team Championship (1 vez) – com Lionheart[41][40]
  - PBW Heavyweight Championship Tournament (2006)[43]
- Pro Wrestling Illustrated
  - PWI o colocou na #203ª posição dos 500 melhores lutadores individuais em 2019[44]
- Rock N Wrestling
  - Highland Rumble (2016)[45]
- Showcase Pro Wrestling
  - SPW British Heavyweight Championship (1 vez)[46]
- Scottish Wrestling Alliance
  - NWA Scottish Heavyweight Championship (2 vezes)[40]
  - SWA Laird of the Ring Championship (1 vez)[40]
  - SWA Tag Team Championship (2 vezes) – com Falcon (1)[41] e Darkside (1)[41][40]
  - Laird Of The Ring Tournament (2007)[47]
  - W3L Heavyweight Champion (1 vez)[40]
  - W3L Tag Team Championship (1 vez) – with Darkside[40][41]
  - Seven Deadly Sins Tournament (2010)[48]
- Wrestle Zone Wrestling
  - wZw Interpromotional Championship (1 vez)[40]
- WWE
  - Campeonato de Duplas do NXT (1 vez) – com Mark Coffey[49]
  - Campeonato de Duplas do NXT UK (1 vez) – com Mark Coffey[50]
- Scottish Wrestling Network
  - Prêmio SWN (1 vez)[51]
    - Prêmio de Reconhecimento Extraordinário por Serviço Excepcional (2017)[51]

  - Hall of Fame (2017)[52]